# Septembre 1923

## Événements
- Allemagne : grâce à la Sturmabteilung, Adolf Hitler s'assure la direction du Kampfbund, ligue des formations d'extrême droite.
- Premier vol de l'avion « de Havilland DH.53 Humming Bird ».

- 1er septembre : un tremblement de terre détruit les villes de Tokyo et Yokohama faisant 140 000 victimes[1]..
- 2 septembre : premier voyage en avion de nuit avec passagers entre Paris et Strasbourg de Noguès et Guidon.
- 7 septembre: fondation d'interpol
- 5 septembre : le pilote français Sadi-Lecointe bat le record d'altitude : 10 742 mètres sur un « Nieuport ».
- 9 septembre : troisième édition du Grand Prix d'Italie à Monza. Le pilote italien Carlo Salamano s'impose sur une Fiat.
- 13 septembre : début de la dictature de Miguel Primo de Rivera en Espagne (fin le 30 janvier 1930). Miguel Primo de Rivera, commandant général de Catalogne, se proclame chef d’un directoire militaire que le roi reconnaît immédiatement.
- 14 septembre : le chef du gouvernement espagnol Manuel García Prieto démissionne. C’est la fin du régime constitutionnel : dissolution des Cortes, établissement de la censure, administration sous tutelle militaire, création de milices bourgeoises (les Somatenes). Certains hommes de gauche comme Largo Caballero, secrétaire de l’UGT, acceptent de collaborer, séduits par l’ambition réformatrice et régénératrice avouée.
- 23 septembre : 
  - insurrection communiste écrasée en Bulgarie;
  - le pilote américain J.H. Doolittle bat le record d'altitude : 11 308,8 mètres.[réf. nécessaire]
- 25 septembre, Allemagne : fin de la résistance passive dans la Ruhr proclamée par Gustav Stresemann.
- 26 septembre : en Bavière le gouvernement proclame l’état d’urgence, suspend les droits fondamentaux et accorde au commissaire général du Reich Gustav von Kahr des pouvoirs dictatoriaux.
- 27 septembre : en Saxe, le général Müller, commandant de la Wehrkreis III, s’arroge tous les pouvoirs.
- 28 septembre : l’Éthiopie entre à la Société des Nations.

## Naissances
- 1er septembre : Kenneth Thomson, homme d'affaires canadien († 12 juin 2006).
- 2 septembre : 
  - David Lam, lieutenant-gouverneur de la Colombie-Britannique († 22 novembre 2010).
  - Walerian Borowczyk, réalisateur polonais († 3 février 2006).
- 3 septembre : Terry Wilson, acteur américain († 30 mars 1999).
- 7 septembre : 
  - Peter Lawford, acteur et producteur anglo-américain († 24 décembre 1984).
  - Riccardo Picchio, linguiste italien († 13 août 2011).
  - Marcel Zanini, acteur, chanteur, musicien de jazz et clarinettiste français († 18 janvier 2023).
- 8 septembre : Wilbur Ware, contrebassiste de jazz américain († 9 septembre 1979)
- 10 septembre : Uri Avnery, journaliste israélien, activiste pacifiste († 20 août 2018).
- 13 septembre : Hubert Deschamps, comédien français († 29 décembre 1998).
- 14 septembre :
  - Carl-Erik Asplund, patineur de vitesse suédois.
  - Jean Nallit, résistant français († 12 novembre 2024).
  - Kenny Rollins, joueur américain de basket-ball († 9 octobre 2012).
- 16 septembre : Fernando Lanhas, peintre et architecte portugais († 4 février 2012)
- 17 septembre : Hank Williams, chanteur et musicien de musique country, américain († 1er janvier 1953).
- 20 septembre : Jean-Pierre Secq, architecte français († 18 avril 2013).
- 23 septembre : Lilia Vetti, actrice française († 14 mars 2003).
- 24 septembre : Fats Navarro, trompettiste de jazz américain († 7 juillet 1950).
- 30 septembre : Thérèse Gouin Décarie, psychologue et universitaire canadienne († 2 avril 2024).